# Hegyvég
Hegyvég (1899-ig Prituján, szlovákul: Prituľany) község Szlovákiában, az Eperjesi kerület Homonnai járásában.

## Fekvése
Homonnától 30 km-re északnyugatra, az Olyka-patak és az Ondava között fekszik.

## Története
1454-ben említik először.
A 18. század végén Vályi András így ír róla: „PRISTULYÁN. Orosz falu Zemplén Vármegyében, földes Ura Dezsőfy Uraság, lakosai ó hitüek, fekszik n. k. Porubához 1, d. pedig Rohozsnyikhoz fél órányira, határja két nyomásbéli, zabot, és rozsot terem, földgye hegyes, és kősziklás, erdeje vagyon, piatza Sztropkón.”
Fényes Elek 1851-ben kiadott geográfiai szótárában így ír a faluról: „Pritulyán, orosz falu, Zemplén vmegyében, Jankócz fil. 223 g. kath., 7 zsidó lak., 259 hold szántófölddel. F. u. Dessewffy. Ut. p. Nagy-Mihály.”
Borovszky Samu monográfiasorozatának Zemplén vármegyét tárgyaló része szerint: „Hegyvég, azelőtt Pritulyán. Ruthén kisközség 26 házzal és 178 gör. kath. vallású lakossal. Postája Homonnaolyka, távírója és vasúti állomása Radvány. A sztropkói uradalomnak volt a része, de később a Dessewffyek és a Gosztonyiak, majd a Szinnyey Merse család lett a birtokosa. Ma nagyobb birtokosa nincsen. A községben fennálló gör. kath. templom 1777-ben épült.”
1920 előtt Zemplén vármegye Mezőlaborci járásához tartozott.

## Népessége
| Év:            | 1994. | 2004.    | 2014.    | 2024.    |
| -------------- | ----- | -------- | -------- | -------- |
| Emberek száma: | 86    | 66       | 54       | 37       |
| Eltérés:       |       | -23,25 % | -18,18 % | -31,48 % |

| Év:            | 2023. | 2024.   |
| -------------- | ----- | ------- |
| Emberek száma: | 35    | 37      |
| Eltérés:       |       | +5,71 % |

1910-ben 179, túlnyomórészt ruszin lakosa volt.
2001-ben 67 lakosából 55 ruszin és 11 szlovák volt.
2011-ben 63 lakosából 35 ruszin és 24 szlovák.

## Nevezetességei
Görögkatolikus temploma.

## Külső hivatkozások
- Községinfó
- E-obce.sk